# پس‌پردازش ویدیویی
از عبارت پس‌پردازش ویدیویی (به انگلیسی: Post-Processing) برای اشاره به روش‌های پردازش تصویر و بهبود کیفیت فیلم یا ویدیو استفاده می‌شود.

## کاربردها در تولید ویدیو
پس پردازش ویدیو، فرایند تغییر کیفیت تصاویر ویدیویی در هنگام پخش (playback) می‌باشد، که پس از مرحله Decoding انجام می‌شود. باید توجه شود که همیشه باید در فرایند پس پردازش مصالحه ای بین سرعت، صافی و روانی و میزان وضوح تصاویر انجام گردد.
- مقیاس‌بندی تصویر (Image scaling) و درون‌یابی چند متغیره (Multivariate interpolation)
  - درون‌یابی نزدیکترین-مجاور (Nearest-neighbor interpolation)
  - درون‌یابی خطی (Linear interpolation)
  - درون‌یابی دوخطی (Bilinear interpolation)
  - درون‌یابی مکعبی (cubic interpolation)
  - درون‌یابی دومکعبی (bicubic interpolation)
  - سطح بزیر (Bézier surface)
  - فیلترینگ لانکزوس (Lanczos resampling)
  - درون‌یابی سه‌خطی (Trilinear interpolation)
  - درون‌یابی سه‌مکعبی (Tricubic interpolation)
- پس‌پردازش آماری (Statistical-Post-Processing)
- بلوک زدایی (Deblocking)
- شارپ کردن/دی شارپ کردن (Sharpen / Unsharpen)
- تغییر درخشندگی (Luminance alterations)
- محوسازی / رفع نویز (Blurring / Denoising)
- رفع درهم بافتگی (Deinterlacing)
- روش رفع درهم بافتگی بافندگی (weave deinterlace method)
  - روش رفع درهم بافتگی Bob
  - روش رفع درهم بافتگی خطی
  - روش رفع درهم بافتگی yadif
- رفع پرپر زدن تصویر (Deflicking)

## کاربردها در رندرینگ سه بعدی
معمولاً از روش‌های پس پردازش به صورت گسترده‌ای در رندرینگ سه بعدی، و مخصوصاً بازی‌های ویدیویی استفاده می‌شود. معمولاً به جای رندر مستقیم اشیا بر روی صفحه نمایش، ابتدا صحنه بر روی یک میانگیر (buffer) در داخل کارت گرافیک رندر می‌شود. سپس از سایه زن‌های پیکسلی (Pixel shaders) یا گاهی سایه زن‌های رأسی (vertex shaders) برای اعمال فیلترهای پس پردازش بر روی تصاویر میانگیر قبل از نشان دادن آن بر روی صفحه نمایش استفاده می‌شود. برخی افکت‌های پس پردازشی نیاز به اعمال-چندمرحله ای (multiple-pass)، ورودی گاما، دستکاری ورتکسی، و دسترسی به زد-بافر دارند. برخی از روشهای پس پردازش در زیر اشاره شده‌است:
- انسداد محیط (Ambient occlusion)
- تصویر برجسته (Anaglyph)
- تصحیح فرکانس (Anti-aliasing)
- طلوع (Bloom)
- محو شدن (Blur) (عمق میدان، تاری حرکتی)
- بوکه
- نگاشت برجستگی (Bump mapping)
- سایه زنی کارتونی (toon shading)
- اعوجاج رنگی (Chromatic aberration)
- تصحیح رنگ (Color correction)
- درجه‌بندی رنگ (Color grading)
- تنظیم کنتراست
- کنتراست دینامیک
- پرتوهای پراکنده
- جبران نور دوربین دیجیتال
- دیترینگ (Dithering)
- انطباق چشم
- دانه بندی فیلم (Film grain)
- مه (Fog/Mist)
- اصلاح گاما (Gamma correction)
- نورپردازی سراسری (Global illumination)
- درخشش (Glow)
- سیاه سفید (Grayscale)
- مه کم (Haze)
- رندر محدوده دینامیک بالا (High dynamic range rendering)
- واپیچش تصویر (Image distortion)
- فروسرخ
- روشنایی لنز (Lens flare)
- پراکندگی نور (Light scattering)
- دید در شب
- طرح کلی (Outline)
- افکت ذره ای
- ارتعاش پیکسل (Pixel vibrance)
- تضعیف نور نقطه‌ای (Point light attenuation)
- خط اسکن (Scan line)
- حاشیه تصویر (Screen borders)
- چرخش تصویر (Screen rotation)
- سایه زنی (Shading)
- نگاشت سایه
- رنگ‌بندی سپیا (Sepia Tone)
- تقسیم تصویر (Split screen)
- بزرگسازی (Upscaling)
- وینیتینگ (Vignette)